# Plateforme (astronautique)
Pour les articles homonymes, voir Plateforme.
Dans le domaine spatial, la plateforme, appelée également module de service  ou bus, est le sous-ensemble d'un engin spatial qui rassemble les servitudes : navigation, propulsion, télécommunications, pilotage, etc. Cet ensemble se définit par opposition aux équipements conçus spécifiquement pour remplir les objectifs de la mission — instruments scientifiques, répéteurs (satellites de télécommunications), caméras ou radars pour les satellites de reconnaissance, astromobiles des missions atterrissant sur Mars, etc. — qui sont désignés globalement sous l'appellation de charge utile.
Dans la mesure où elle remplit des objectifs généraux, une plateforme peut être utilisée pour des missions spatiales emportant des charges utiles différentes (dans certaines limites) et donc construite à plusieurs exemplaires identiques permettant une réduction des coûts.

## Plateforme et charge utile
Un engin spatial (satellite artificiel, sonde spatiale d'exploration du système solaire, télescope spatial, vaisseau emportant un équipage) comprend deux sous-ensembles :
- La charge utile qui regroupe les équipements qui sont chargés de remplir les objectifs de la mission spatiale. Ce sont par exemple les instruments scientifiques (télescope, spectromètre, altimètre...) des missions scientifiques, les répéteurs des satellites de télécommunications), les caméras ou radars des satellites de reconnaissance et des satellites d'observation de la Terre, les astromobiles des missions atterrissant sur Mars, etc., la cabine hébergeant l'équipage des missions du programme spatial habité.
- La plateforme (ou bus ou module de service pour un vaisseau emportant un équipage) qui regroupe l'ensemble des équipements jouant un rôle de support pour la charge utile.

Ce découpage traduit le fait que la plateforme est relativement générique alors que la charge utile est souvent spécifique à chaque mission. Sur le plan industriel, la construction d'une plateforme est le fait d'un nombre réduit de spécialistes (en Europe Thales Alenia Space, Airbus Défense & Space et OHB-System). Ceux-ci disposent d'un catalogue de plateformes génériques conçus pour un type de mission et une masse de charge utile donnée. Par contre, les charges utiles, compte tenu de leur diversité, sont construites par des entreprises ou des laboratoires de recherche très spécialisées et beaucoup plus nombreuses. Dès la fin de la conception, les deux sous-ensembles entament des processus de développement complètement distincts et ne sont assemblés que pour les tests d'intégration finaux.  

## Rôles de la plateforme
La plateforme d'un engin spatial remplit les rôles suivants :
- Assurer la rigidité de l'engin spatial principalement durant son lancement mais  également maintenir l'alignement des charges utiles alors que l'engin spatial est soumis à des phénomènes de dilatation/contraction découlant des changements dans son exposition au Soleil. Cette fonction est prise en charge par la structure. Les mécanismes sont également partie de la structure : système de déploiement des panneaux solaires et des antennes une fois l'orbite atteinte, plateforme pivotante utilisée pour pointer un instrument, une antenne ou orienter les panneaux solaires par rapport au Soleil...
- Agir sur l'orbite et l'orientation de l'engin spatial à l'aide du système de propulsion : comprend principalement des réservoirs et des moteurs-fusées.
- Produire de l'énergie, la stocker et la gérer: les équipements correspondants sont les panneaux solaires ou les RTG, des batteries.
- Contrôler et maintenir l'orientation de l'engin spatial. Les principaux équipements sont la centrale à inertie, les accéléromètres, les capteurs solaires, les viseurs d'étoiles et l'ordinateur embarqué.
- Maintenir la température de l'engin spatial dans des plages de valeurs prévues. Les équipements correspondant comprennent des revêtements isolants, des systèmes de caloducs associés à des radiateurs, des résistances chauffantes et des persiennes mobiles.
- Collecter, traiter, stocker  et stocker les données (télémesures  et données attendues dans le cadre de la mission). Les équipements correspondants comprennent des mémoires de masse, des systèmes informatiser de gestion des données.
- Gérer les échanges avec la Terre. Les équipements correspondants comprennent un ou plusieurs émetteurs récepteurs et différentes antennes orientables ou non.
- Piloter les opérations : guidage, exécution des taches avec une autonomie plus ou moins importante (elle peut être totale lorsque l'engin spatial est très éloigné de la Terre et qu'aucun humain ne peut transmettre des instructions face à un événement imprévu compte tenu du temps de transmission).

## Structure
La plateforme joue tout d'abord un rôle mécanique, en offrant une structure d'accueil pour les principaux sous-ensembles fonctionnels du satellite. Elle assure également en général l'interface mécanique avec le lanceur. Cette structure doit être conçue pour permettre de résister aux contraintes auxquelles elle est soumise entre le décollage et la mise en orbite. Durant cette phase initiale le satellite subit des fortes accélérations générées par la poussée du lanceur (plusieurs g), des vibrations et des effets acoustiques (bruit des moteurs) durant la traversée des couches atmosphériques denses. La structure doit concilier la résistance à ces contraintes et la nécessité de réduire au maximum la masse du satellite. 

### Principales technologies sous-jacentes
- Les matériaux composites à base de fibres de carbone.
- Structures en nid d'abeilles (aluminium).

## Contrôle du vol

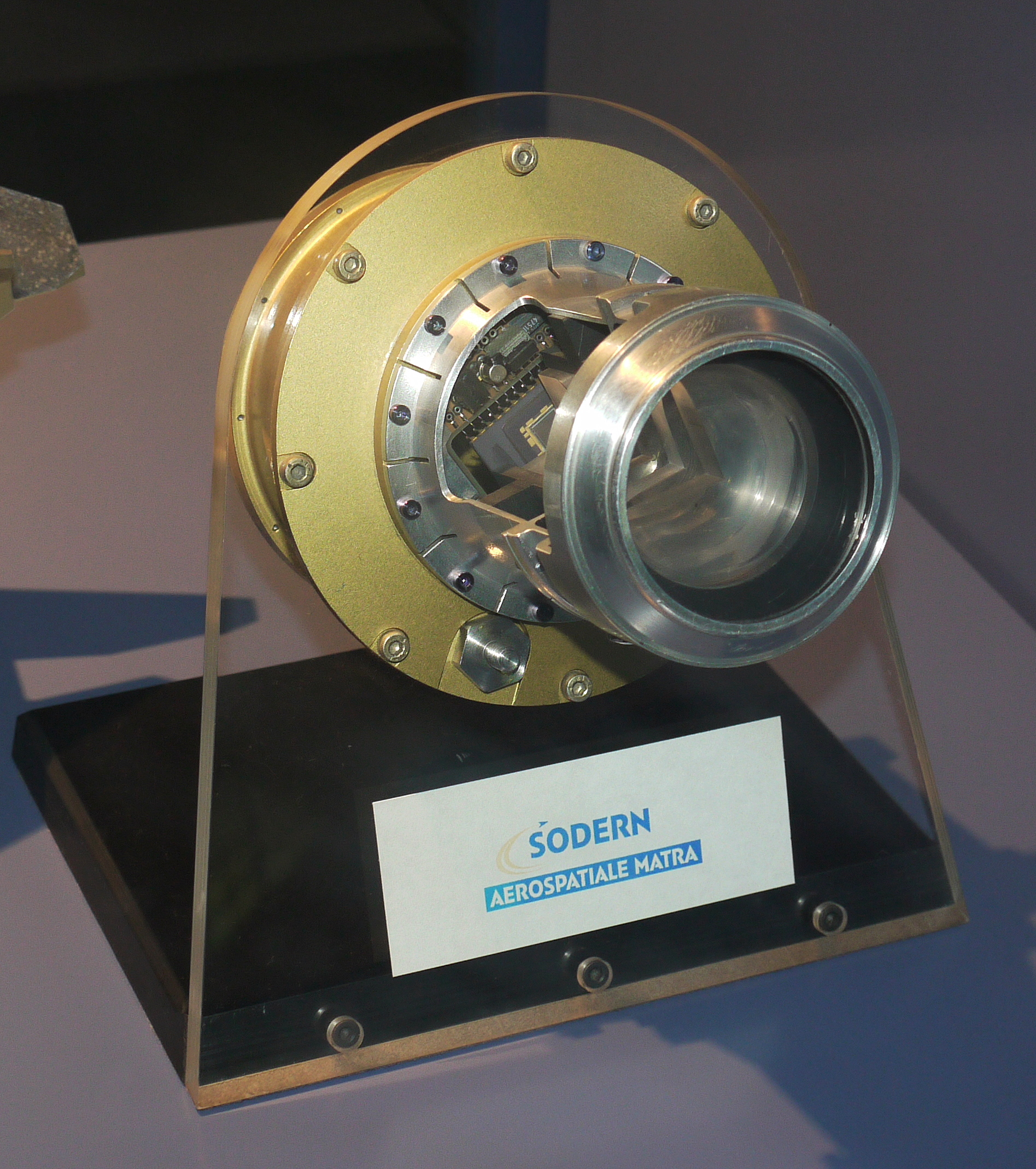
La tête optique du viseur d'étoiles.

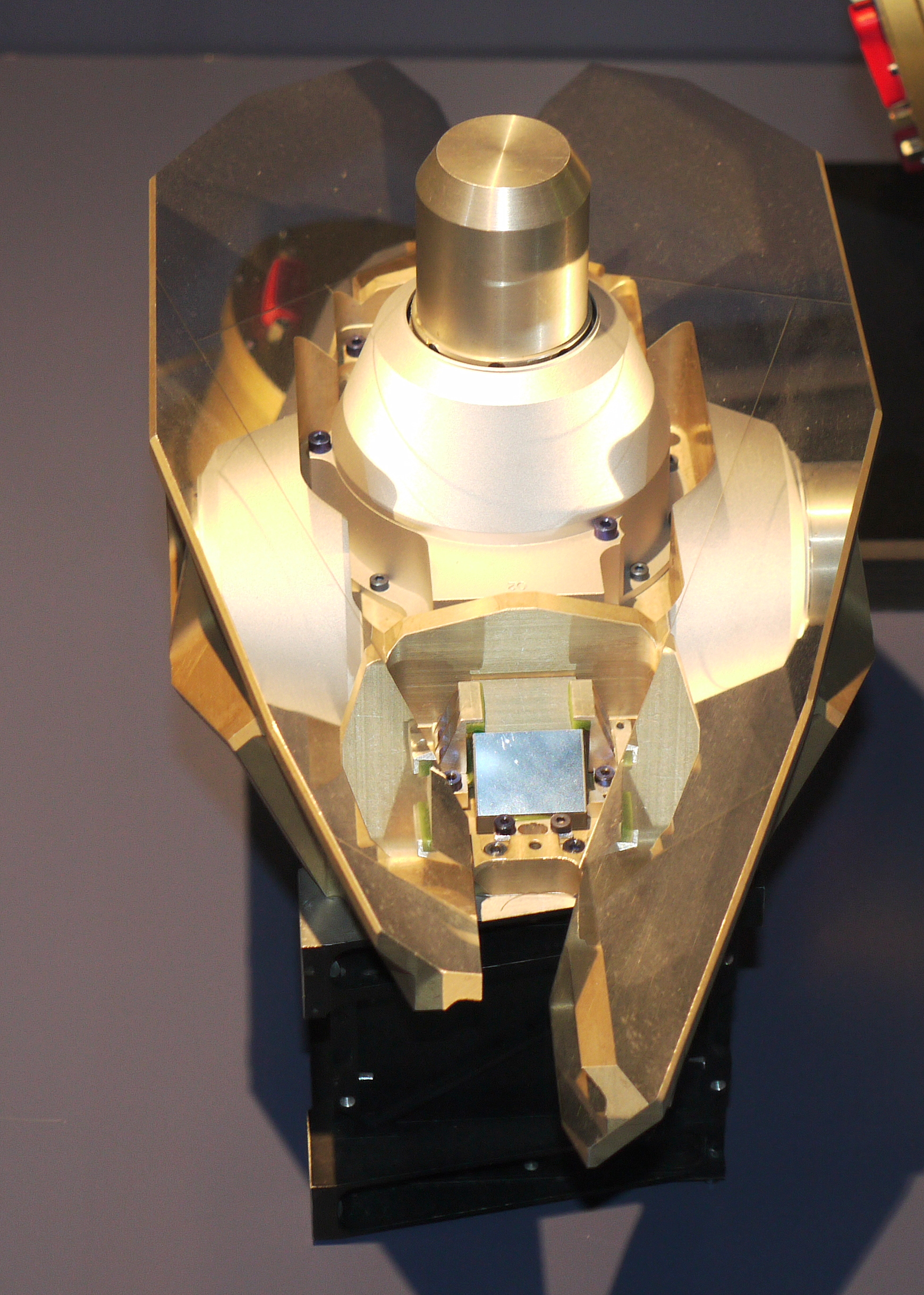
La tête optique du capteur de Terre.

Le second rôle est d'assurer le contrôle du vol, au sens large : un satellite doit être « piloté » du point de vue de son attitude (orientation dans l'espace) et de ses paramètres orbitaux (sa trajectoire, sa position sur une orbite donnée). La fonction qui joue le rôle du pilote s'appelle système de contrôle d'attitude et d'orbite (SCAO).
Le SCAO utilise des capteurs (on dit aussi senseurs, mot dérivé de l'anglais sensor) pour déterminer l'attitude du satellite : typiquement on utilise des capteurs optiques qui mesurent la position du Soleil, de la Terre ou des étoiles (viseur d'étoiles dont les positions sont connues et référencées dans un catalogue). Ces informations sont souvent complétées par des gyromètres qui mesurent les vitesses angulaires du satellite autour de ses axes.
La détermination d'orbite est en général assurée par le sol via des mesures de distances, mais l'émergence de techniques de navigation comme le GPS permet d'assurer cette restitution à bord.
Le pilotage proprement dit s'effectue alors par le biais d'actionneurs qui engendrent des forces et des couples ; on utilise principalement :
- des moteurs-fusées chimiques ;
- des moteurs plasmiques ou ioniques ;
- des roues de réaction. Ces volants d'inertie permettent, en faisant varier leur vitesse, d'exercer un couple. En utilisant trois roues de réaction disposés sur les trois axes, on peut contrôle l'orientation de l'engin spatial.
- des magnéto-coupleurs qui utilisent le champ magnétique terrestre pour exercer un couple sur l'engin spatial. Ce dispositif ne fonctionne que lorsque celui-ci circule sur une orbite basse terrestre où le champ magnétique terrestre est suffisamment intense.
- la pression de radiation sur le corps de l'engin spatial et les  panneaux solaires ;

## Propulsion
Le troisième rôle de la plateforme est d'assurer la mise en œuvre d'un système de propulsion chimique ou électrique. Dans un système de propulsion chimique, outre les moteurs (lien tuyère) proprement dits, on va retrouver des réservoirs d'ergols ainsi que d'un gaz pressurisant (hélium en général) qui chasse les ergols vers les moteurs. Les systèmes de propulsion électrique utilisent en général du xénon qui est ensuite accéléré par un dispositif ionique ou plasmique. Le système de propulsion peut représenter plus de la moitié de la masse d'un engin spatial : c'est par exemple le cas d'un satellite géostationnaire qui embarque le moteur d'apogée chargé de transformer l'orbite haute en orbite géostationnaire ou d'une sonde spatiale qui doit modifier fortement sa vitesse pour remplir ses objectifs (insertion en orbite autour d'une planète, modifications importantes de trajectoire durant le transit jusqu'à son objectif. 

### Principales technologies sous-jacentes
Ce sont en général celles liées à la propulsion spatiale.

## Génération, stockage et conditionnement d'énergie
La quatrième fonction du module de service est d'assurer l'alimentation du satellite ou de la sonde spatiale en énergie. Dans la plupart des applications, on utilise des cellules photovoltaïques qui convertissent l'énergie de la lumière du Soleil en électricité. Quelques satellites militaires particulièrement gourmands en énergie et certaines sondes spatiales qui doivent s'éloigner du Soleil (exploration de Jupiter, Saturne, Pluton, ...) mettent en œuvre des générateurs thermoélectriques à radioisotopes : ceux-ci convertissent la chaleur générée par la radioactivité du plutonium pour fournie de l'énergie électrique. Pour les missions de courte durée du programme spatial habité, le programme Apollo a utilisé des piles à combustible qui présentent l'avantage de fournir également de l'eau lorsqu'elles fonctionnent.
Les cellules solaires sont placées directement sur la structure du satellite pour les satellites stabilisés par rotation ou pour les très petits satellites (CubeSats), soit sur des panneaux solaires, qui sont généralement déployés en orbite. L'énergie produite par les cellules solaires est stockée dans des batteries d'accumulateurs qui peuvent utiliser différentes technologies : cadmium-nickel, nickel-hydrogène. La plus récente dite lithium-ion offrant de bons rapports poids/performances.
L'énergie électrique, qu'elle provienne directement des panneaux solaires ou des batteries, est distribuée aux équipements du bord via un système de régulation qui fournit en général du courant continu sous une tension constante.

### Principales technologies sous-jacentes
- les technologies de conversion photovoltaïque ;
- les générateurs thermoélectriques à radioisotopes.

## Contrôle thermique
Cette fonction est également présente au niveau de la charge utile, mais elle joue un rôle particulièrement important dans la conception de la plateforme. Elle a pour objet de s'assurer que les composants du satellite ou de la sonde spatiale, qu'il s'agisse de la structure ou des équipements, restent dans des plages de température compatibles avec les performances et la durée de vie. Il s'agit donc de gérer les échanges de chaleur entre le satellite et son environnement, d'une part, ainsi que les échanges de chaleurs entre différents composants, d'autre part.
On distingue le contrôle thermique passif du contrôle thermique actif :
- Le contrôle passif vise, au moyen de dispositifs passifs (peintures, isolants multicouches, réflecteurs, caloducs, etc.) à maîtriser les transferts de chaleur qui s'opèrent par conduction des matériaux et par rayonnement.
- Le contrôle thermique actif met en œuvre des boucles de régulation pour réchauffer certaines zones au moyen de résistances chauffantes. On utilise aussi, dans certains cas, des circuits à pompage actif pour assurer le transport de chaleur entre zones.

### Sources
- Collectif CNES, Techniques et technologies des véhicules spatiaux : volume 3 Plates formes, Cépaduès, 1998 (ISBN 2-8542-8478-X)
- (en) Michael D Griffin et James R French, Space Vehicle Design 2ème édition, AIAA Education series, 2001 (ISBN 1-56347-539-1)
- (en) Peter Fortescue, John Stark, Graham Swinerd, Spacecraft systems engineering, Springer, 2002 (ISBN 978-0-471-61951-2)

#### Ouvrages plus généraux
- (en) Graham Swinerd, How spacraft fly : spaceflight without formulae, Springer Praxis, 2008 (ISBN 978-0-387-76571-6)
- Philippe Couillard, Lanceurs et satellites, Cépaduès, 2005 (ISBN 2-8542-8662-6)
- Daniel Marty, Systèmes spatiaux : conception et technologie, Masson, 1994 (ISBN 2-225-84460-7)